# Cha 110913-773444
Cha 110913-773444 (đôi khi được viết tắt là Cha 110913) là một vật thể thiên văn được bao bọc bởi một đĩa có thể là đĩa tiền hành tinh. Nó cách Trái Đất khoảng 529 năm ánh sáng (162 pc). Không có sự đồng thuận giữa các nhà thiên văn về việc phân loại nó là sao dưới lùn nâu (với các hành tinh) hay hành tinh lang thang (với các vệ tinh tự nhiên).
Cha 110913-773444 đã được Kevin Luhman và những người khác tại Đại học Pennsylvania sử dụng Kính viễn vọng Không gian Spitzer và Kính viễn vọng Không gian Hubble, cũng như hai kính viễn vọng trên mặt đất tại Chile.